# Mary Bevis Hawton
Mary Bevis Hawton (Sydney, 4 settembre 1924 – Sydney, 18 gennaio 1981) è stata una tennista australiana.

## Biografia
Durante la sua carriera ha ottenuto successi soprattutto nel doppio. Ha vinto gli Australian Open nel 1946 insieme a Joyce Fitch, sconfiggendo la coppia Nancye Wynne Bolton e Thelma Coyne Long per 9-7, 6-4. Si è ripetuta nel 1954 con Thelma Coyne Long, battendo Hazel Redick-Smith e Julia Wipplinger per 6-3, 8-6; nel 1955 con Beryl Penrose, battendo Nell Hall Hopman e Gwen Thiele per 7-5, 6-1; nel 1956 ancora con Thelma Coyne Long ebbe la meglio su Mary Carter Reitano e Beryl Penrose per 6-2, 5-7, 9-7. L'ultima vittoria nel torneo casalingo la ottenne due anni dopo, battendo Lorraine Coghlan e Angela Mortimer Barrett per 7-5, 6-8, 6-2, sempre in coppia con Thelma Coyne Long. In quell'occasione, conquistò anche il torneo del doppio misto, in coppia con Robert Howe.
Il doppio Mary Hawton-Thelma Coyne Long ottenne successi anche agli Internazionali d'Italia, vincendo il trofeo nel 1952, battendo Nicla Migliori e Vittoria Tonolli; nel 1956, battendo Angela Buxton e Darlene Hard e l'anno successivo, battendo le messicane Yola Ramírez e Rosie Reyes. A Roma, le due tenniste australiane giunsero in finale anche nel 1951, quando persero dalle forti statunitensi Doris Hart e Shirley Fry e nel 1958, sconfitte dalle britanniche Shirley Bloomer e Christine Truman.
Mary Hawton e Thelma Coyne Long giunsero in finale di doppio anche al Roland Garros nel 1958 perdendo contro la coppia composta da Rosie Reyes e Yola Ramírez in due set (6-4, 7-5).